# 詹姆斯·伊斯特兰
詹姆斯·伊斯特兰（英語：James Oliver Eastland，1904年11月28日—1986年2月19日），美国密西西比州律师、种植园主和政治家。民主党人，他于1941年和自1943年起两次担任美国参议院议员，直至1978年12月27日辞职。伊斯特兰是美国民权运动期间南方反对种族融合的领导人，经常将非裔美国人称为“低等人”。伊斯特兰被称为“南方白人之声”和“密西西比政治教父”。